# Capi del Governo di Andorra
Il capo del governo del Principato di Andorra (in catalano Cap de Govern del Principat d'Andorra) è il capo esecutivo del governo di Andorra. Secondo la costituzione, egli viene nominato dai coprincipi di Andorra e ricopre un mandato di 4 anni, rinnovabile solo una volta consecutivamente. La carica è stata creata nel 1982 dopo che le riforme costituzionali hanno separato i poteri esecutivo e legislativo. Òscar Ribas Reig è stato eletto come primo primo ministro del paese l'8 gennaio 1982. Fino ad oggi ci sono stati sei capi del governo, l'odierno Cap de Govern è Xavier Espot Zamora dal 16 maggio 2019.

## Capi del governo
| #   | Nome                             | Mandato         | Mandato         | Partito                       | Coprincipi di Andorra      | Coprincipi di Andorra                |
| #   | Nome                             | Da              | A               | Partito                       | Vescovi di Urgell          | Presidenti della Repubblica francese |
| --- | -------------------------------- | --------------- | --------------- | ----------------------------- | -------------------------- | ------------------------------------ |
| 1   | Òscar Ribas Reig (prima volta)   | 8 gennaio 1982  | 21 maggio 1984  | Partito Nazionale Liberale    | Joan Martí Alanis          | François Mitterrand                  |
| 2   | Josep Pintat-Solans              | 21 maggio 1984  | 12 gennaio 1990 | Partito Conservatore          | Joan Martí Alanis          | François Mitterrand                  |
| (1) | Òscar Ribas Reig (seconda volta) | 12 gennaio 1990 | 7 dicembre 1994 | Accordo Nazionale Democratico | Joan Martí Alanis          | François Mitterrand                  |
| 3   | Marc Forné Molné                 | 7 dicembre 1994 | 27 maggio 2005  | Partito Liberale d'Andorra    | Joan Martí Alanis          | François Mitterrand                  |
| 3   | Marc Forné Molné                 | 7 dicembre 1994 | 27 maggio 2005  | Partito Liberale d'Andorra    | Joan Martí Alanis          | Jacques Chirac                       |
| 3   | Marc Forné Molné                 | 7 dicembre 1994 | 27 maggio 2005  | Partito Liberale d'Andorra    | Joan Enric Vives i Sicília |                                      |
| 4   | Albert Pintat                    | 27 maggio 2005  | 5 giugno 2009   | Partito Liberale d'Andorra    |                            |                                      |
| 4   | Albert Pintat                    | 27 maggio 2005  | 5 giugno 2009   | Partito Liberale d'Andorra    | Nicolas Sarkozy            |                                      |
| 5   | Jaume Bartumeu                   | 5 giugno 2009   | 28 aprile 2011  | Partito Socialdemocratico     |                            |                                      |
| —   | Pere López Agràs (interim)       | 28 aprile 2011  | 12 maggio 2011  | Partito Socialdemocratico     |                            |                                      |
| 6   | Antoni Martí                     | 12 maggio 2011  | 23 marzo 2015   | Democratici per Andorra       |                            |                                      |
| 6   | Antoni Martí                     | 12 maggio 2011  | 23 marzo 2015   | Democratici per Andorra       | François Hollande          |                                      |
| 7   | Gilbert Saboya Sunyé (interim)   | 23 marzo 2015   | 1º aprile 2015  | Democratici per Andorra       |                            |                                      |
| (6) | Antoni Martí (seconda volta)     | 1º aprile 2015  | 15 maggio 2019  | Democratici per Andorra       |                            |                                      |
| (6) | Antoni Martí (seconda volta)     | 1º aprile 2015  | 15 maggio 2019  | Democratici per Andorra       | Emmanuel Macron            |                                      |
| 8   | Xavier Espot Zamora              | 16 maggio 2019  | in carica       | Democratici per Andorra       |                            |                                      |